# Жамантуз (озеро, Уалихановский район)
Жамантуз (каз. Жамантұз) — солёное озеро в Уалихановском районе Северо-Казахстанской области Казахстана. Относится к бассейну реки Силети. Находится в 6 км к востоку от упразднённого села Балкабек.
Высота над уровнем моря — 69,4 м.
Площадь 29,8 км², длина 9,9 км, ширина 4,8 км. Жамантуз пополняется атмосферными осадками и водами притоков Кыздын Карасуы, Семизбай (40 км). Берега плоские, песчаные, местами глинистые. Замерзает с ноября по апрель. Пойма используется как сенокосы.
Озеро Жамантуз входит в перечень рыбохозяйственных водоёмов местного значения.